# Postcards from London
Postcards from London è un film del 2018 diretto da Steve McLean. 
La pellicola è un seguito ideologico del film Postcards from America, diretto dallo stesso McLean nel 1994.

## Trama
Il giovane Jim lascia il natio Essex per trasferirsi a Londra, con l'intenzione di vivere pienamente lo svago e la cultura che la capitale offre. Una volta giunto a Soho, Jim si unisce a un gruppo di escort per clienti facoltosi, con cui ha una serie di incontri sessuali ispirati all'arte di Caravaggio.

## Distribuzione
Il film è stato presentato in anteprima mondiale il 17 marzo 2018 al Melbourne Queer Film Festival, prima di essere distribuito nelle sale britanniche dal 17 agosto successivo.

## Accoglienza
L'aggregatore di recensioni Rotten Tomatoes riporta il 53% di recensioni positive, con un punteggio medio di6,1 su 10 basato sul consenso di 17 critici.